# Buddhismus in der Schweiz
Der Buddhismus in der Schweiz hatte bereits eine hundertjährige Vorgeschichte hinter sich, als 1978 die Schweizerische Buddhistische Union (SBU) gegründet wurde. Dieser Dachverband von zurzeit etwa 100 Klöstern, Zentren und Gruppen verschiedener buddhistischer Richtungen wurde von dem im Schweizer Exil lebenden tschechischen Buddhisten Mirko Frýba (später: Bhikkhu Kusalananda) ins Leben gerufen und einige Jahre geleitet. Die SBU gehört auch zu den ersten Mitgliedern der 1975 begründeten Europäischen Buddhistischen Union (EBU).
Im Jahr 2000 zählten die Buddhisten der Schweiz der Eidgenössische Volkszählung zufolge mit 21.000 Personen und einem Anteil von 0,33 % an der Gesamtbevölkerung zur Spitzengruppe unter den europäischen Buddhisten, deutlich vor Deutschland und Österreich, abgesehen von Kalmückien mit einem Anteil von über 50 %. Gemäss der Erhebung zur Sprache, Religion und Kultur 2014 betrug der buddhistische Anteil an der Bevölkerung sogar 0,5 %. Rund 70 % der in der Schweiz lebenden Buddhisten sind ausländischer Herkunft. Von den etwa 120 buddhistischen Zentren, Häusern und Gruppen sind tibetisch-buddhistische Traditionen am stärksten vertreten und stellen die Hälfte aller Gruppen dar.

## Vorgeschichte
Wahrscheinlich kam die ursprünglich auf kleine intellektuelle Kreise beschränkte Kontaktnahme mit dem Buddhismus, die eng mit dem Namen Arthur Schopenhauers zusammenhängt, mit Richard Wagner ins Zürcher Exil.

## Erste Hälfte des 20. Jahrhunderts
Den ersten wirklichen Anstoss einer beginnenden Auseinandersetzung mit dem echten Buddhismus gab wahrscheinlich der in Burma zum buddhistischen Mönch geweihte deutsche Pionier Nyanatiloka. Sein Aufenthalt in Lugano um 1910 kann als der Startpunkt der Entwicklung des Buddhismus in der Schweiz gelten, auch wenn der ursprünglich gehegte Plan, in der Schweiz ein Kloster für europäische Mönche zu begründen, wieder aufgegeben wurde und Nyanatilokas Gönner R. A. Bergier für diesen Zweck dann die Island Hermitage bei Galle in Südceylon für ihn errichten liess. Die weitere Entwicklung ist eng mit C. G. Jung und mit Max Ladner aus Südtirol verknüpft.

## Nachkriegszeit: 1948–1978
Erhebliche Impulse erhielt der Buddhismus insbesondere in der französischsprachigen Schweiz durch Henry Noel Marryat Hardy (1884–1968), der in den dreissiger Jahren und nach dem Zweiten Weltkrieg bis zu seinem Tod in Lausanne lebte. Der vormalige Präsident der buddhistischen British Maha Bodhi Society hielt viele Vorträge über den Buddhismus, wodurch um ihn eine Gruppe Interessierter entstand. Da Hardy die klassische tibetische Sprache erlernt hatte, konnte er für seine Hörer Originaltexte der Autoren des Buddhismus in Tibet interpretieren. Nachdem 1952 das Arya Maitreya Mandala in Europa seine Tätigkeit aufnahm, wurde Hardy am 27. Februar 1953 durch Hans-Ulrich Rieker in diesen Orden aufgenommen. Hardy baute einen Schweizer Zweig dieses von Lama Anagarika Govinda gegründeten Ordens auf, was auf Basis der durch seine Lehrtätigkeit bereits gebildeten Interessengruppe erfolgreich war. Unterstützt von Amelia Bardett leitete Hardy den Schweizer Ordenszweig bis zu seinem Tod.
Ab 1948 gab Max Ladner die Zeitschrift «Die Einsicht» heraus, deren Einfluss sich auf die buddhistisch interessierten Kreise im ganzen deutschen Sprachraum erstreckte. In den 1950er Jahren legte der Zürcher Artemis Verlag die von Karl Eugen Neumann übersetzte Sammlung der Buddhareden neu auf, wodurch ein tiefergehendes Grundlagenstudium möglich wurde.
Eine besondere Entwicklung ergab sich durch die Aufnahme von etwa 1000 tibetischen Flüchtlingen in den frühen 1960er Jahren und im Gefolge dessen durch die Gründung des Klösterlichen Tibet-Instituts in Rikon nahe Winterthur. Die Gründung eines Klosters im Kanton Zürich war nur durch die Verschleierung als «Institut» möglich – das De-facto-Kloster (es leben schliesslich Mönche dort) stellt eigentlich einen klaren Rechtsbruch dar: Seit 1874 ist die Neugründung von Klöstern in der Schweiz verboten (eidgenössisches Jesuiten- und Klosterverbot; eine Reaktion auf das Unfehlbarkeitsdogma). Das Verbot wurde erst 1973 wieder aufgehoben (die bevölkerungsreichsten Kantone Zürich, Bern und Waadt waren aber allesamt gegen die Aufhebung des Verbots) – also deutlich nach der Gründung des Tibet-Instituts.
Kurt Onken und das Verlegerehepaar Christiani zählten zu den Stützen der Buddhismusentwicklung in den 1960er Jahren. Durch sie wurden auch der deutsche Mönch Nyanaponika und seine grundlegenden Werke zum Theravadabuddhismus im deutschen Sprachraum bekannt. Onken gründete in den 1970er Jahren das «Haus der Besinnung» in Dicken, das ein Ort für meditativen Rückzug, aber auch für Vorträge der zunehmend zahlreicher werdenden Buddhisten wurde.
Geshe Rabten Rinpoche gründete 1977 in Mont Pèlerin das buddhistische Klosterinstitut Rabten Choeling für höhere Studien, wodurch eine gediegene Ausbildung europäischer Mönche möglich wurde.
Die Gründung der SBU (Schweizerische Buddhistische Union) 1978 markiert den Übergang in eine neue selbstbewusste Phase der Entwicklung.

## Vierteljahrhundert der Klöster

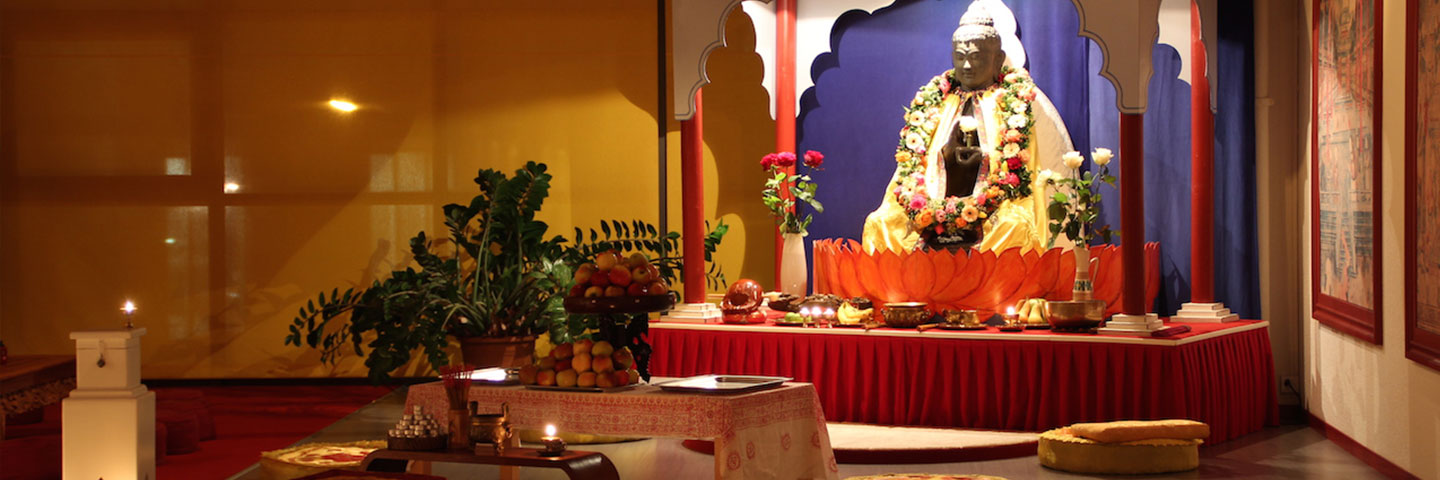
Shaolin Chan Tempel Schweiz/Luzern

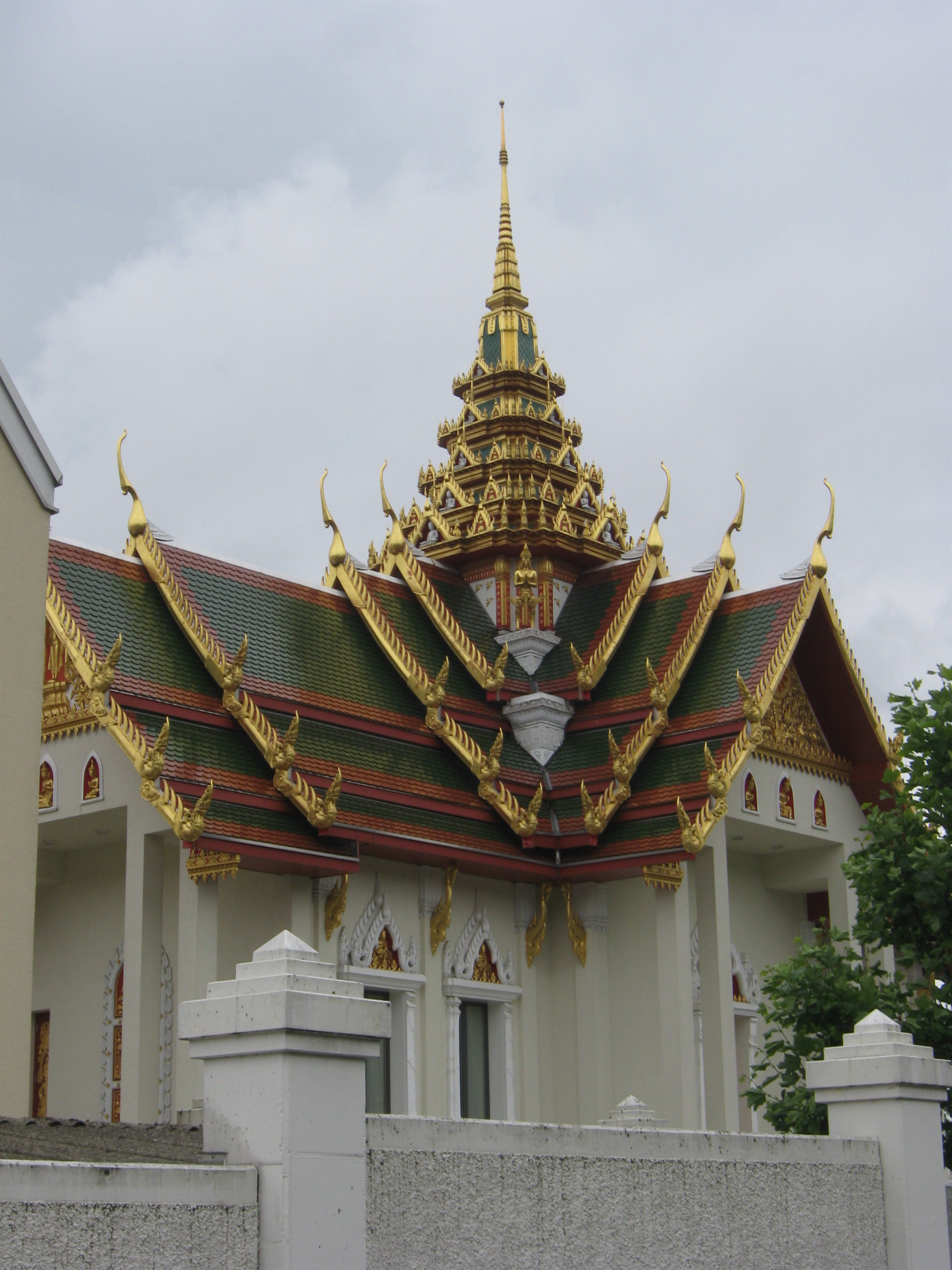
Wat Srinagarindravararam

Weitere Klöster, Studien- und Meditationszentren entstanden in Stadt und Land, wobei zunehmend eine Vielzahl von buddhistischen Richtungen und ethnischen Ausformungen in Erscheinung traten: Das am vietnamesischen Zen-Buddhismus Thich Nhat Hanhs orientierte «Haus Tao» in Wolfhalden, gegründet 1986 von Marcel Geisser und Beatrice Knechtle, das am thailändisch-englischen Theravadabuddhismus angelehnte Kloster Dhammapala in Kandersteg und das 1996 gegründete Thai-Kloster Wat Srinagarindravararam in Gretzenbach. Im Jahre 1999 wurde die Stiftung Felsentor der Zen Richtung am Rigi/Luzern eröffnet. Ein Jahr später eröffnete das Meditationszentrum Beatenberg. Weiter ist der ebenfalls im Jahre 2000 gegründete Shaolin Chan Tempel Schweiz zu erwähnen, welcher in erster Linie Chan (Zen) praktiziert und gleichzeitig regelmässig namhafte Kapazitäten anderer buddhistischen Richtungen für Vorträge und Seminare einlädt. Zahlreiche weitere Zentren des japanischen Zen und Niederlassungen der Jodo Shinshu können nur die Vielfalt des neuen Buddhismus in der Schweiz andeuten.